# طلال نایف
طلال نایف (عربی: طلال نايف عبد الله عاشق العنزي؛ زاده ۱۰ نوامبر ۱۹۸۵) یک بازیکن فوتبال است.
وی همچنین در تیم ملی فوتبال کویت بازی کرده است.